# Bengt Abjörnsson (Liljesparre)
Bengt Abjörnsson (Liljesparre), troligen död 1518, var en svenskt häradshövding, fogde, riksråd och lagman i Tiohärads lagsaga.

## Biografi
Bengt Abjörnsson (Liljesparre) var son till Abjörn Jönsson (Liljesparre). Han nämns första gången 1485 och var då fogde i Småland åt biskopen Henrik Tidemansson i Linköpings stift. Bengt Abjörnsson  fick 23 november 1491 ansvarsfrihet. Han var 3 november 1492 häradshövding i Vista härad 29 maj 1499 häradshövding i Lösings härad.
Häradshövding i Lösings härad från 1495 alternativt 1499 till 1513. 1506 nämns han som riksråd och från 1505 lagman i Tiohärads lagsaga. Han var även häradshövding i Bråbo härad mellan 1510 och 1515. Han blev genom sitt första giftermål 1493 ägare till Händelö gård.

### Egendom
Bengt Abjörnsson sätesgård var Händelö gård i Sankt Johannes socken från åtminstone 1493 till 2 juli 1516. Han ägde jord i Aska härad, Bobergs härad, Bråbo härad, Gullbergs härad, Göstrings härad, Hammarkinds härad, Lysings härad, Lösings härad, Åkerbo härad och Norrköping i Östergötland, i Kåkinds härad i Västergötland, i Handbörds härad, Mo härad, Norra Vedbo härad, Stranda härad, Sunnerbo härad, Vista härad och Västbo härad i Småland, i Runstens härad och Åkerbo härad på Öland i Sköllersta härad i Närke och i Oppunda härad i Södermanland.

### Familj
Bengt Abjörnsson gifte sig första gången 1493 med Birgitta Erlandsdotter (Bååt) (död före 1513), dotter till riddaren Erland Pedersson (Bååt) och Gertrud Birgersdotter (sparre). De fick tillsammans smagistern, kaniken, riksrådet och lagmannen Ture Bengtsson (Hård) (död 1524).
Han gifte sig andra gången med Margareta, dotter till höradshövdingen Jaokim Björnsson (Västerbyätten) och Ingegärd Haraldsdotter (två sparrar). De fick tillsammans barnen Brigitta Bengtsdotter och Erik Bengtsson.